# Naționalismul galez
Naționalismul galez (în galeză Cenedlaetholdeb Cymreig) este o mișcare politică și iredentistă de dreapta care are ca scop principal prezervarea limbii galeze, culturii și istoriei galezilor, cerând mai multă autodeterminare pentru Țara Galilor, sau chiar independența totală față de Regatul Unit. 